# William Coltman
William Harold Coltman (Tatenhill, 17 novembre 1891 – Burton upon Trent, 29 giugno 1974) è stato un militare britannico, che durante la prima guerra mondiale fu decorato con la Victoria Cross a vivente. Risulta essere il sottufficiale più decorato del British Army nel corso della Grande Guerra.

## Biografia

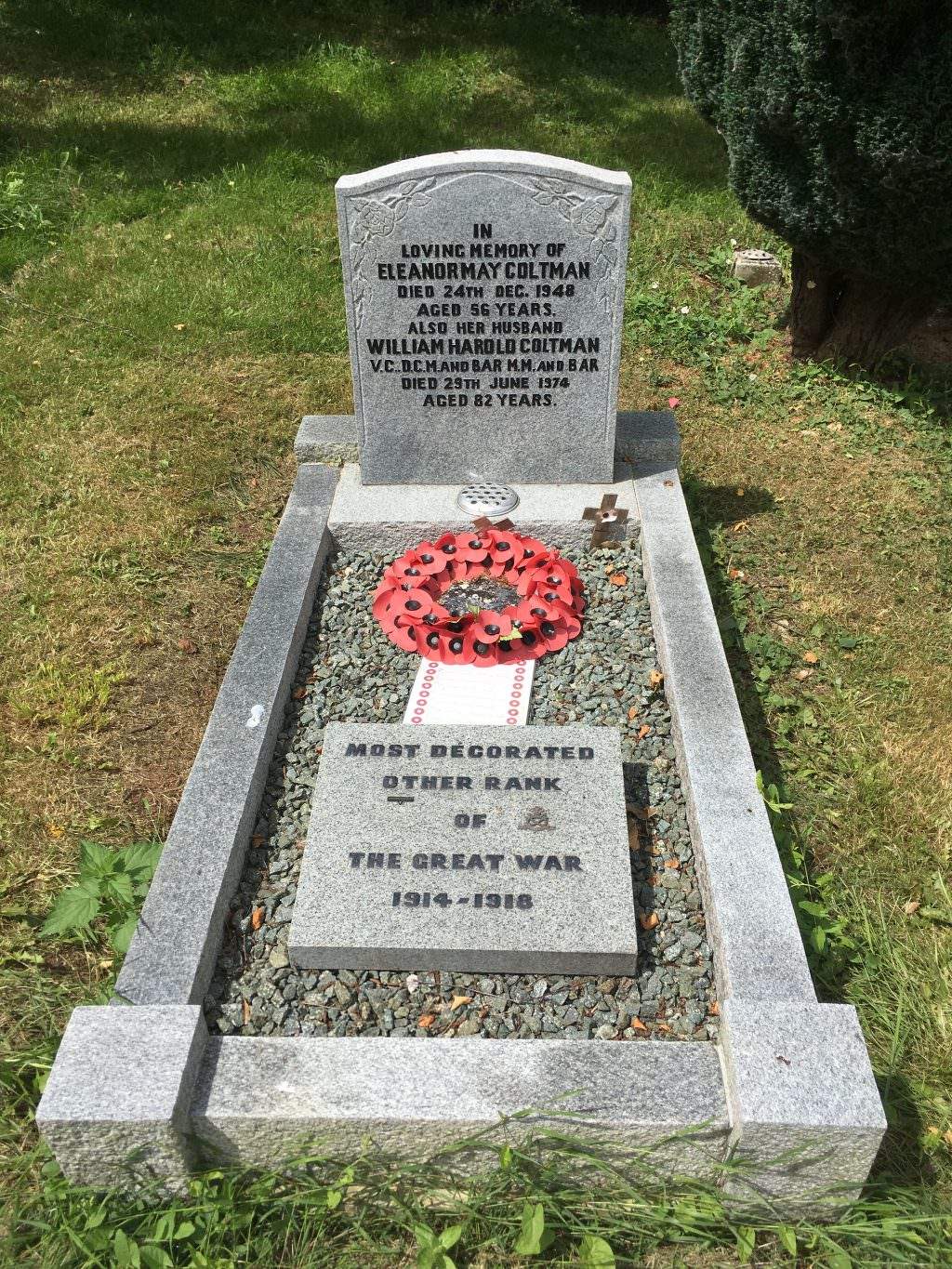
La tomba di William Harold Coltman e di sua moglie Eleanor May Dolman.

Nacque il 17 novembre 1891 a Tatenhill Common, vicino Burton upon Trent, Staffordshire, ultimogenito di Charles e Anne Coltman.  Dopo aver terminato la scuola locale, di professione divenne giardiniere, e fu anche membro dei Plymouth Brethren. Profondamente religioso, insegnò anche presso la Scuola Domenicale nel villaggio di Winshill, vicino a Burton upon Trent. Si arruolò volontario nel British Army nel gennaio 1915, pochi mesi dopo l'inizio della Grande Guerra. Prestò inizialmente servizio presso il 1/6th Battallion del North Staffordshire Regiment (Princes's of Wales's). A causa delle sue profonde convinzioni religiose che lo rendevano riluttante a uccidere un altro uomo, gli fu permesso di diventare barelliere.
Nel febbraio 1917 ricevette la Military Medal per aver salvato un ufficiale ferito nella terra di nessuno. L'ufficiale era stato a comando di una squadra di posatori di cavi durante una notte nebbiosa. Quando la nebbia si diradò e il suo gruppo si ritrovò sotto il fuoco nemico, e l'ufficiale fu ferito alla coscia. Egli uscì immediatamente dalle trincee per portare in salvo l'uomo.
Nel luglio 1917 gli fu conferita la Distinguished Conduct Medal, e nel mese successivo sulla London Gazette apparve la concessione della bar sulla Military Medal per la sua condotta dietro le linee nemiche nel giugno 1917. Si distinse anche in tre  episodi di coraggio. Il 6 giugno un deposito di munizioni fu colpito da colpi di mortaio causando diverse vittime, ed egli si assunse la responsabilità di rimuovere i razzi Verey dal deposito. Il giorno successivo ricoprì un ruolo di primo piano nell'assistenza agli uomini feriti quando la sede del comando di compagnia fu colpita da un proiettile di mortaio. Poco più di una settimana dopo, un tunnel crollò intrappolando un certo numero di uomini, ed egli organizzò una squadra di salvataggio per salvarli.
Il 28 settembre 1918 venne conferita la Bar sulla Distinguished Conduct Medal per le sue azioni vicino al canale di San Quintino, vicino a Bellinglise, quando soccorse e trasportò molti uomini feriti sotto il fuoco dell'artiglieria pesante. Durante l'avanzata del giorno successivo rimase al suo posto di lavoro senza riposare o dormire, assistendo i feriti, noncurante del fuoco proveniente dai fucili e dalle mitragliatrici, e non si riposò mai finché non fu sicuro che nel settore tenuto dal suo reparto non vi erano più feriti da soccorrere. 
Durante le operazioni a Mannequin Hill, a nord-est di Sequehart, il 3 e 4 ottobre 1918, avendo saputo che dei feriti erano stati lasciati indietro durante una ritirata, avanzò da solo nonostante il fuoco d'infilata nemico, trovò i feriti, li medicò e in tre occasioni successive, portò in salvo i suoi compagni sulle spalle, salvando così le loro vite. Poi si prese cura dei feriti incessantemente per 48 ore.
Decorato con la Victoria Cross il 3 gennaio 1919, essa gli fu conferita da re Giorgio V in una apposita cerimonia tenutasi a Buckingham Palace il 22 maggio dello stesso anno. Dopo la fine della guerra ritornò a Burton on Trent e iniziò a lavorare come giardiniere presso il dipartimento parchi della città. Durante la seconda guerra mondiale fu incaricato nell'Army Cadet Force nel 1943 e comandò il Burton ACF; si dimise dal suo incarico nel 1951.
Andato in pensione nel 1963, si spense presso l'ospedale Outwoods a Burton upon Trent, il 29 giugno 1974 all'età di 82 anni. La salma fu sepolta. Insieme alla moglie Eleanor May Dolman, nel sagrato della chiesa parrocchiale di San Marco a Winshill. Il suo medagliere e esposto presso il   Staffordshire Regiment Museum, a Whittington Barracks, Lichfield, Staffordshire.

### Annotazioni
1. ↑  Aveva cinque fratelli, Henry, Joseph, George, Samuel e Herbert Leonard, e tre sorelle Sarah Elizabeth, Annie e Frances. William Harold fu battezzato presso la All Saints Church, Rangemore, il 27 dicembre 1891.
2. ↑  La sua tomba è stata ristrutturata nel 2010 dal Victoria Cross Trust, anche se purtroppo da allora è stata vittima di atti vandalici in più di un'occasione.

### Fonti
1. ↑  VC & GC Association.
2. 1 2 3  Victoria Cross Trust.
3. 1 2 3 4 5 6 7 8 9 10 11 12 13 14 15 16 17  Victoria Cross Online.
4. ↑  (EN) The London Gazette (PDF), n. 30001, 23 March 1917.
5. ↑  (EN) The London Gazette (PDF), n. 30234, 14 August 1917.
6. ↑  Giddon 2014, p. 140.
7. ↑  (EN) The London Gazette (PDF), n. 36018, 14 May 1943.
8. ↑  (EN) The London Gazette (PDF), n. 39397, 27 November 1951.
9. ↑  (EN) The London Gazette (PDF), n. 31108, 3 January 1919.
10. ↑  (EN) The London Gazette (PDF), n. 31668, 28 November 1919.
11. ↑  (EN) The London Gazette (PDF), n. 30251, 24 August 1917.